# Emily Davison
Emily Wilding Davison (Londra, 11 ottobre 1872 – Epsom, 8 giugno 1913) è stata un'attivista inglese.
Impegnata nella lotta per la conquista del diritto di voto per le donne, durante una manifestazione di protesta venne colpita e ferita gravemente dal cavallo di re Giorgio V al Derby di Epsom il 4 giugno 1913, morì quattro giorni dopo.

## Biografia
Emily Davison nacque a Blackheath, Londra, in una famiglia abbastanza numerosa. Ebbe due sorelle, un fratello e molti fratellastri, nati dal primo matrimonio del padre. Suo padre Charles Davison sposò sua madre Margaret Caisley quando lui aveva 45 anni e lei 19.
A scuola, dove dimostrò anche doti di attrice, si dedicò con passione agli studi, arrivando sino alla formazione universitaria, presso il Royal Holloway College di Londra. Venne tuttavia costretta ad abbandonare il college perché la madre, che era rimasta vedova, non poteva più pagare le spese necessarie. Divenne quindi una insegnante di scuola, a Edgbaston e a Worthing. 
La somma che riuscì a risparmiare col suo lavoro le permise di iscriversi al St Hugh's College di Oxford per studiare Lingua e Letteratura Inglese, ottenendo i risultati migliori all'esame finale del suo corso, anche se alle donne, in quel momento, non era ancora consentito di conseguire la laurea in quella università. 
In seguito, nel 1906, ottenne l'incarico da istitutrice presso una famiglia nel Berkshire.

## L'attività come suffragetta

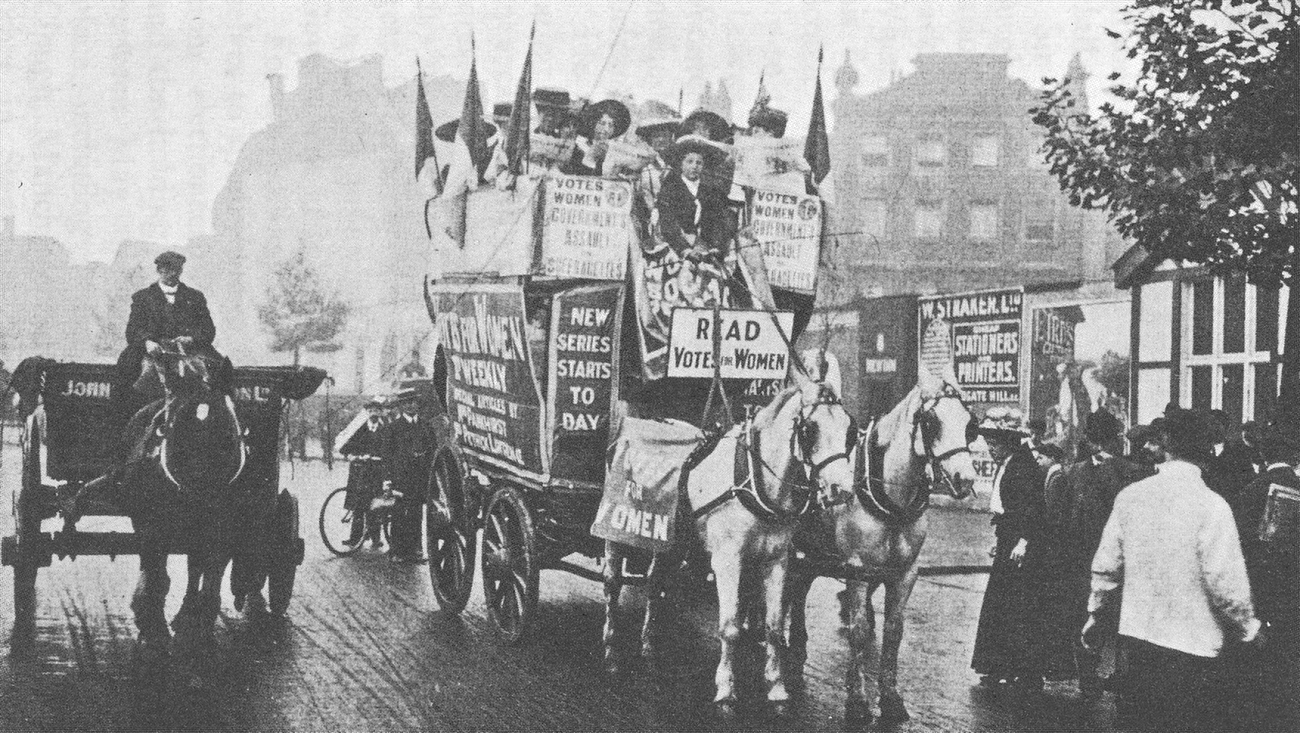
Donne della Women's Social and Political Union durante una campagna politica per il suffragio femminile, in Kingsway, Londra. Anno 1911 circa.

Emily, sempre nell'anno 1906, si iscrisse all'Unione Sociale e Politica delle Donne (Women's Social and Political Union - WSPU), di Emmeline Pankhurst.
Venne arrestata e incarcerata per vari reati, tra i quali un violento attacco contro un uomo che scambiò per il Cancelliere dello Scacchiere, David Lloyd George. Nel carcere di Strangeways iniziò lo sciopero della fame e fu sottoposta ad alimentazione forzata.
La notte del 2 aprile 1911, in occasione del censimento, la Davison si nascose in un armadio del Palazzo di Westminster in modo da poter legittimamente indicare sul modulo che la sua residenza, quella notte, era stata la Camera dei Comuni. Recentemente è stata collocata una targa per commemorare questo episodio. La targa riporta questa scritta: Questo è il modesto tributo ad una grande donna che si è dedicata ad una grande causa, che non ha vissuto abbastanza per vederla realizzata, ma che ha avuto un ruolo importante nel renderla possibile.
Nel 1913 sistemò una bomba nella casa di recente costruzione di Lloyd George, nel Surrey, creando grossi danni.

## La morte

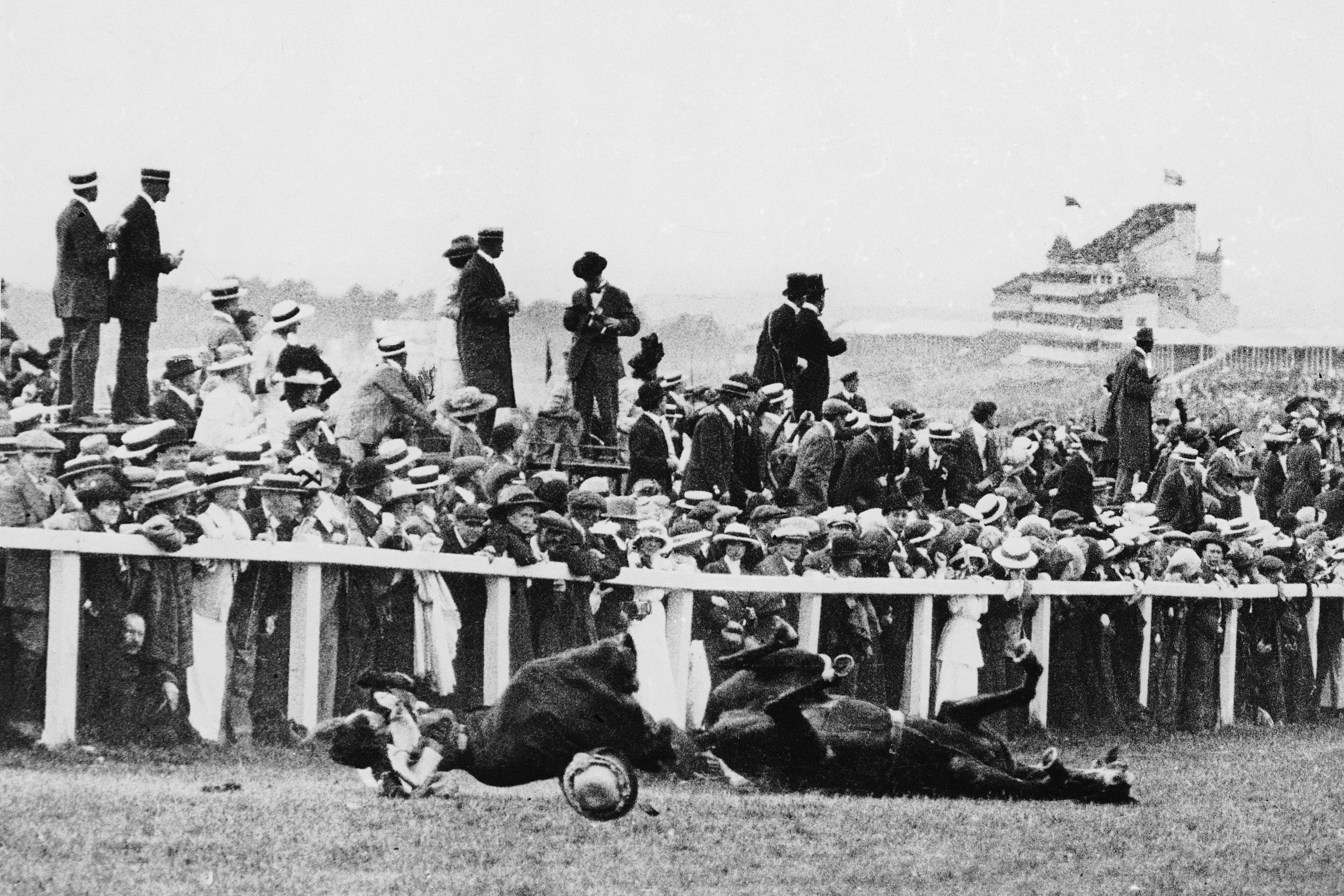
4 giugno 1913. Emily Davison, colpita dal cavallo di Re Giorgio V, è a terra priva di sensi. Morirà quattro giorni dopo per una frattura del cranio.

Il 4 giugno 1913, al derby di galoppo di Epsom Emily Davison fu travolta da Anmer, il cavallo del re Giorgio V. A causa delle lesioni subite, tra le quali una frattura del cranio, morirà all'ospedale di Epsom quattro giorni dopo. Nelle immagini dell'epoca la si vede slanciarsi verso il cavallo per afferrarne le briglie, e certamente aveva con sé la bandiera viola, bianca e verde del WSPU. Chi intendeva screditarla sostenne che avesse cercato volontariamente la morte, proponendosi come martire per la difesa della causa delle suffragette; le sue compagne di lotta e le persone che più le erano vicine invece hanno sempre affermato che la sua intenzione fosse quella di attaccare la bandiera del movimento alle briglie del cavallo del re, per farla sventolare fino al traguardo, dando così grande visibilità alla causa del movimento in occasione di un avvenimento mondano tra i più importanti della Gran Bretagna.
A tal proposito si è parlato molto del fatto che avesse acquistato un biglietto ferroviario di ritorno e anche un biglietto per un ballo delle suffragette più tardi, quel giorno, e che aveva già programmato una visita a Parigi alla sorella e al nipotino appena nato. Le diverse ipotesi non trovano tutti concordi  ma una sofisticata analisi dei cinegiornali dell'epoca e una dettagliata ricerca della storica Maureen Howes su materiale d'archivio anche inedito, escluderebbero l'ipotesi della ricerca del martirio da parte di Emily Davison.
Il re Giorgio V si interessò subito alla sorte di cavallo e fantino, manifestando disappunto per la giornata rovinata. Herbert Jones, il fantino che cavalcava il cavallo, subì solo un lieve trauma cranico nell'incidente, ma rimase a lungo sconvolto per l'episodio, continuando a lungo a rivedere il volto della donna. Nel 1928, al funerale di Emmeline Pankhurst, Jones depose una corona "in memoria della signora Pankhurst e di Miss Emily Davison". Nel 1951, Jones venne trovato morto dal figlio: si era tolto la vita in cucina, utilizzando il gas. Il cavallo Anmer invece, dopo l'incidente poté ritornare alle corse.

## Le esequie
La cerimonia funebre, che attirò moltissime persone, ebbe luogo a Londra, il 14 giugno 1913, e in seguito la sua bara fu portata in treno fino a Morpeth, per la sepoltura, che avvenne il 15 giugno.
Emily Davison venne sepolta nel cortile della locale chiesa di Santa Maria Vergine, in una tomba di famiglia. Suo padre era morto nel 1893. Il cimitero si trova vicino a Longhorsley, dove aveva vissuto con la madre. 
La lapide, posta sulla sua tomba, reca lo slogan WSPU, "Fatti, non parole".

## Nei media
- Suffragette, regia di Sarah Gavron (2015)